# Jenifer Lewis
Jenifer Jeanette Lewis (Kinloch, Misuri, 25 de enero de 1957) es una actriz estadounidense. Ha participado en variedad de películas y series estadounidenses. 
Estudió en la Kinloch High School y en la Webster University. Ella estuvo casada con Arnold Byrd, pero se divorciaron en el año 2012. También tiene una hija llamada Charmaine Lewis.

## Filmografía
| Año  | Película                        | Personaje               | Observaciones |
| ---- | ------------------------------- | ----------------------- | ------------- |
| 1988 | Beaches                         | Diva                    |               |
| 1992 | Sister Act                      | Michelle                |               |
| 1992 | Frozen Assets                   | Jomisha                 |               |
| 1993 | Poetic Justice                  | Anne                    |               |
| 1993 | Meteor Man                      | Mrs. Williams           |               |
| 1993 | What's Love Got to Do With It   | Zelma Bullock           |               |
| 1993 | Undercover Blues                | taxista                 |               |
| 1993 | Sister Act 2: Back in the Habit | Michelle                |               |
| 1994 | Renaissance Man                 | Mrs. Coleman            |               |
| 1994 | Corrina, Corrina                | Jevina Washington       |               |
| 1994 | Friends                         | Paula                   |               |
| 1995 | Panther                         | Rita                    |               |
| 1995 | Dead Presidents                 | Mrs. Curtis             |               |
| 1996 | The Preacher's Wife             | Marguerite Coleman      |               |
| 1996 | Girl 6                          | Boss No 1—Lil           |               |
| 1998 | The Temptations                 | Mama Rose Franklin      |               |
| 1998 | The Mighty                      | Mrs. Addison            |               |
| 1999 | Mystery Men                     | Lucille                 |               |
| 1999 | Get Bruce                       | Herself                 |               |
| 1999 | Blast From the Past             | Dra. Aron               |               |
| 1999 | Jackie's Back                   | Jackie Washington       |               |
| 2000 | Náufrago                        | Becca Twig              |               |
| 2001 | The Brothers                    | Louise Smith            |               |
| 2001 | Dancing in September            | Jueza Warner            |               |
| 2002 | Little Richard                  | Muh Penniman            |               |
| 2002 | Juwanna Mann                    | Tía Ruby                |               |
| 2004 | The Cookout                     | Emma "Lady Em" Andersen |               |
| 2004 | El espantatiburones             | Motown Turtle           | Voz           |
| 2004 | Nora's Hair Salon               | Nora Harper             |               |
| 2006 | Dirty Laundry                   | Tía Lettuce             |               |
| 2006 | Cars                            | Flo                     | Voz           |
| 2006 | Madea's Family Reunion          | Milay Jenay Lori        |               |
| 2007 | Who's Your Caddy?               | Mrs. Hawkins            |               |
| 2008 | Meet the Browns                 | Vera Brown              |               |
| 2009 | The Princess and the Frog       | Mama Odie               | Voz           |
| 2009 | NotNot Easily Broken            | Mary 'Mama' Clark       |               |
| 2010 | Hereafter                       | Candace                 |               |
| 2011 | Cars 2                          | Flo                     | Voz           |
| 2012 | Think Like A Man                | Loretta Hanover         |               |
| 2013 | Baggage Claim                   | Catherine Moore         |               |
| 2014 | Think Like A Man Too            | Loretta Hanover         |               |
| 2015 | The Wedding Ringer              | Doris Jenkins           |               |
| 2017 | Cars 3                          | Flo                     | Voz           |
| 2019 | The Addams Family               | Tía Sopor               | Voz           |

## Participaciones en televisión
- Murphy Brown (1990–1991)
- A Different World (1990–93)
- Stat (1991)
- The Fresh Prince of Bel-Air (1991–96)
- Dream On (1992)
- Roc (1993)
- Moon Over Miami (1993)
- Hangin' With Mr. Cooper (1993–94)
- Friends (1994)
- Lois & Clark: The New Adventures of Superman (1994)
- New York Undercover (1995)
- Courthouse (1995)
- Cosby (1996)
- Touched by an Angel (1997)
- Promised Land (1997)
- Happily Ever After: Fairy Tales for Every Child (1997–99)
- For Your Love (1998–2000)
- Moesha (1999)
- Grown Ups (1999)
- The PJs (1999–2008)
- The Jamie Foxx Show (1999)
- Bette
- Family Affair (2002)
- Strong Medicine (2000–06)
- Girlfriends (2002–06)
- The Proud Family (2003)
- That's So Raven (2004)
- Day Break (2007)
- Shark (2007)
- Meet the Browns (2009–20)
- The Cleveland Show (2011) – 1 episode
- State of Georgia (2011)
- The Playboy Club (2011) - 7 episodes (series regular)
- Five (2011)
- The Boondocks (2014) - 2 episodes
- Black-ish (2014-presente) es Ruby
- Rupaul All Stars